# Exèquies (pintor)
Exèquies (en llatí Execias, en grec antic Εξηκίας) va ser un antic pintor de ceràmica grega i terrissaire, que va treballar aproximadament de l'any 550 aC al 525 aC a Atenes. Les seves obres s'exportaven també a altres regions, com ara Etrúria. Exèquies va treballar principalment amb la tècnica anomenada de figures negres, que es va usar durant un breu període. Se'l considera un dels millors pintors que va usar aquesta tècnica.

## Obres
Les obres d'Exèquies es distingeixen per les seves composicions innovadores, el dibuix precís i la subtil caracterització psicològica, que van més enllà dels desafiaments inherents a la tècnica de la figura negra. Va ser un pintor i ceramista innovador, que va experimentar amb noves formes i va idear tècniques de pintura inusuals, com ara pintar el fons del tondo d'un vermell corall, per realçar el color.
Han sobreviscut catorze obres signades per Exèquies, i se li han atribuït moltes més basant-se en l'estil. Les seves peces signades aporten informació sobre el treball d'Exèquies, i també sobre el funcionament dels antics tallers de ceràmica. Dotze de les catorze peces que porten el seu nom es refereixen a ell no com a pintor, sinó com a terrissaire, afegint la paraula epoíēsen (ἐποίησεν) al seu nom, que es pot traduir com "Exèquies em va fer", en contrast amb égrapsen (ἓγραψεν), que es tradueix per "em va pintar" (literalment: "em va dibuixar"). En dues àmfores es troben les dues paraules usades conjuntament en una inscripció en trímetres iàmbics, Εξηκίας ἓγραψε κἐποίησέ με ("Exēkías égrapse kepoíēsé me" Exèquies va fer i em va pintar), indicant que era l'autor tant de la fabricació del gerro com de la seva decoració pintada. Els fragments d'una tercera àmfora també mostren l'ús d'ambdós termes quan es van reconstruir les inscripcions.
El propi treball d'Exèquies dona una visió clara de l'evolució de la ceràmica antiga, i els llocs de troballes dels seus gerros també revelen informació sobre la distribució de les seves obres. A l'Acròpoli d'Atenes es van trobar fragments d'un crater de columna i una hídria atribuits a Exèquies, cosa que suggereix tenia una bona clientela a la seva ciutat natal. El fet que dos dels seus gerros es trobessin a l'Acròpoli, un important santuari religiós, posa de manifest el seu prestigi com a pintor de gerros. D'Exèquies a més, s'han trobat molts dels seus gerros a Etrúria, en llocs com ara Volci i Orvieto, enterrats en tombes etrusques. En ser admiradors dels grecs i de les seves arts i lletres, els etruscs apreciaven els gerros grecs, dels que se n'han trobat a la regió més de 30.000. La presència de les obres d'Exèquies a Etrúria indica que els estrangers també admiraven els seus gerros i que atenia els mercats nacionals i estrangers.

## Tipologia i temes
Sembla que Exèquies no es va especialitzar en un tipus concret de recipient. Entre els gerros fets o decorats per ell hi ha àmfores de coll, craters de calze, cràters de columna, cílix, dinoi, hídria i almenys una àmfora panatenaica. D'ell es coneix també una obra inusual, dues sèries de plaques funeràries trobades a Atenes. Les plaques, que mostraven el ritual d'enterrament d'un home, estaven probablement enganxades a les parets d'una tomba o un monument.
En els temes que pinta, Exèquies re-interpreta les tradicions mitològiques del seu temps i a més estableix noves interpretacions. Una de les seves obres més famoses és l'anomenat "Cílix de Dionís", un cílix que es troba ara a Múnic, decorat per la part exterior amb dos parells d'ulls, i l'interior mostra una representació del déu Dionís sobre un fons de color vermell corall. Exèquies utilitza el tondo com a superfície principal per la seva obra. La pintura mostra el viatge inicial de Dionís a Atenes en una nau. Els pirates s'havien apoderat del vaixell i planejaven, potser, vendre Dionís com a esclau. El déu va fer créixer vinyes del pal, cosa que va espantar tant els pirates que van saltar per la borda i es van convertir en dofins. La imatge representa aquests dofins nedant al voltant del vaixell. Moltes de les peces d'Exèquies mostren imatges d'una història mitològica, però no en el seu moment més conegut. El cílix de Dionís no mostra la lluita del déu contra els segrestadors, sinó relaxant-se a la barca mirant els dofins al seu voltant.
Una altra adaptació del passat mitològic es pot veure a l'àmfora que es troba als museus Vaticans, que alguns historiadors de l'art consideren l'obra mestra d'Exèquies. L'àmfora representa Aquil·les i Àiax jugant a un joc de taula en un descans de la Guerra de Troia. Els dos herois seuen l'un davant de l'altre, i el joc, pel que utilitzen un dau, sembla ser una variant del joc de dames. Segons el text escrit al costat dels dos jugadors, Aquil·les diu que li ha sortit un quatre, i Àiax té un tres. Malgrat que els representi jugant, tots dos semblen atents a la guerra, i tenen al costat la seva armadura mentre sostenen les llances, donant a entendre que podrien tornar a la batalla en qualsevol moment. Aquesta pintura també mostra el talent d'Exèquies, ja que les figures d'Aquil·les i Àiax estan decorades amb detalls molt fins, que mostren el tipus de teixits que porten i gairebé tots els cabells al seu lloc.
A més de la imatge principal, on les figures interactuen físicament i sovint amb contingut psicològic, hi ha àrees d'interès a la decoració. Exèquies reomple els espais buits tant intensament com pot, amb espirals, rosetons i franges, bellament dibuixats. El quadre central de vegades està emmarcat per zones de negre, de manera que surti fora de la foscor. L'atenció sempre es dirigeix cap a l'escena central: el tauler de joc, la cara de Pentesilea quan és morta per Aquil·les, la túnica estrellada de Dionís, l'espasa d'Àiax clavada a terra abans del seu suïcidi. Totes les altres línies principals de la composició radien al voltant del centre temàtic o hi condueixen com els radis d'una roda, les llances dels guerrers, les esquenes corbades dels personatges, les veles plenes de vent del vaixell, el cercle de dofins. Altres escenes estan plenes de figures, i es dirigeix l'atenció a tota la composició, o sobre homes i dones individualment dalt d'un carro o cap als magnífics cavalls disposats en grups.
Una altra de les característiques d'Exèquies és l'ús expert de les línies, tant a les figures finament dibuixades com pel seu detallisme per dibuixar els cabells, les barbes, els trets facials, que sempre són únics, els detalls de les armadures i del mobiliari, les característiques de les plantes i dels animals animals, i particularment els dibuixos i trames de les robes teixides o brodades, que són molt variades i espectacularment precises.